# Rondinaire: El conte d'un bruixot
Rondinaire: El conte d'un bruixot (títol original en castellà, Ahí viene cascarrabias; també coneguda en anglès com The Wizard's Tale i Here Comes the Grump) és una pel·lícula mèxicana-britànica-indiana d'animació del 2018 basada en la sèrie d'animació de DePatie–Freleng Enterprises Here Comes the Grump, que fou emesa originalment del 1969 al 1970 a la cadena NBC. Produïda per Ánima Estudios, Prime Focus World i GFM Animation, la pel·lícula compta amb les veus de Toby Kebbell, Lily Collins, i Ian McShane. S'ha doblat i subtitulat al català.
Es va estrenar per primera vegada a Itàlia l'1 de març de 2018. La pel·lícula es va estrenar el 26 de juliol de 2018 a Mèxic i va suposar un fracàs comercial.
La pel·lícula es va estrenar als Estats Units en format limitat i vídeo a la carta el 14 de setembre de 2018, amb el títol A Wizard's Tale.

## Argument
Terry és un nen amb molta imaginació. Es troba en un món màgic poblat per criatures fantàstiques, on un mag anomenat Rondinaire posa trist a tothom. Terry té llavors la tasca de trobar la fórmula màgica per restaurar la felicitat a tothom.

## Veus de doblatge en anglès
- Toby Kebbell - Terry Dexter
- Lily Collins - Princesa Alba
- Ian McShane - El Rondinaire

## Producció
La pel·lícula es va anunciar per primera vegada quan Variety va informar el 17 de setembre de 2014 que s'està desenvolupant una adaptació cinematogràfica del dibuix animat Here Comes the Grump, produït per Ánima Estudios. El desenvolupament no va començar immediatament després del seu anunci a causa del desenvolupament d'altres projectes. La producció de la pel·lícula es va acabar el 2017. Tot i que la sèrie original només va tenir un èxit moderat als Estats Units, el programa tenia gran popularitat a Mèxic.
Els personatges de la pel·lícula van ser dissenyats per Craig Kellman, que també ha dissenyat personatges per a altres pel·lícules d'animació, com Hotel Transsilvània i Madagascar. L'animació de la pel·lícula es va crear a Prime Focus World, a les seves instal·lacions de Londres i Bombai. "L'animació està en marxa i […] els vostres artistes estan superant els límits per posar tanta qualitat i humor fins als darrers fotogrames", va dir Greg Gavanski, cap de Prime Focus Animation.
Ánima Estudios va ser l'encarregat del desenvolupament i supervisió creatius de la pel·lícula, amb la direcció d'Andrés Couturier, gerent d'Ánima.

## Recepció
La pel·lícula es va estrenar als Estats Units en llocs limitats i plataformes digitals el 14 de setembre de 2018.
A Mèxic, la pel·lícula va funcionar dèbilment a la taquilla, arribant al número 6 i recaptant 8,99 milions de pesos (aproximadament 0,48 milions de dòlars). En la seva segona setmana, la pel·lícula va baixar fins al número 8, amb una recaptació de 4,26 milions de pesos (aproximadament 0,2 milions de dòlars EUA), la qual cosa suposa un total de 18,44 milions de pesos (aproximadament 0,99 milions de dòlars EUA). Ha guanyat 22,9 milions de pesos en total.
Als Estats Units, la pel·lícula va recaptar 1.626 dòlars en 10 sales. Arreu del món ha recaptat un total de 4,55 milions de dòlars.

## Premis i nominacions
| Any  | Premis                       | Categoria                                   | Nominats                          | Resultat |
| ---- | ---------------------------- | ------------------------------------------- | --------------------------------- | -------- |
| 2018 | 15è Premis Canacine          | Millor Pel·lícula d'Animació                | Rondinaire: El conte d'un bruixot | Nominat  |
| 2019 | 20è Golden Trailer Awards    | Millor tràiler d'animació familar estranger | Here Comes the Grump              | Nominat  |
| 2019 | LXI edició dels Premis Ariel | Millor llargmetratge animat                 | Andrés Couturier                  | Nominat  |